# 梯田

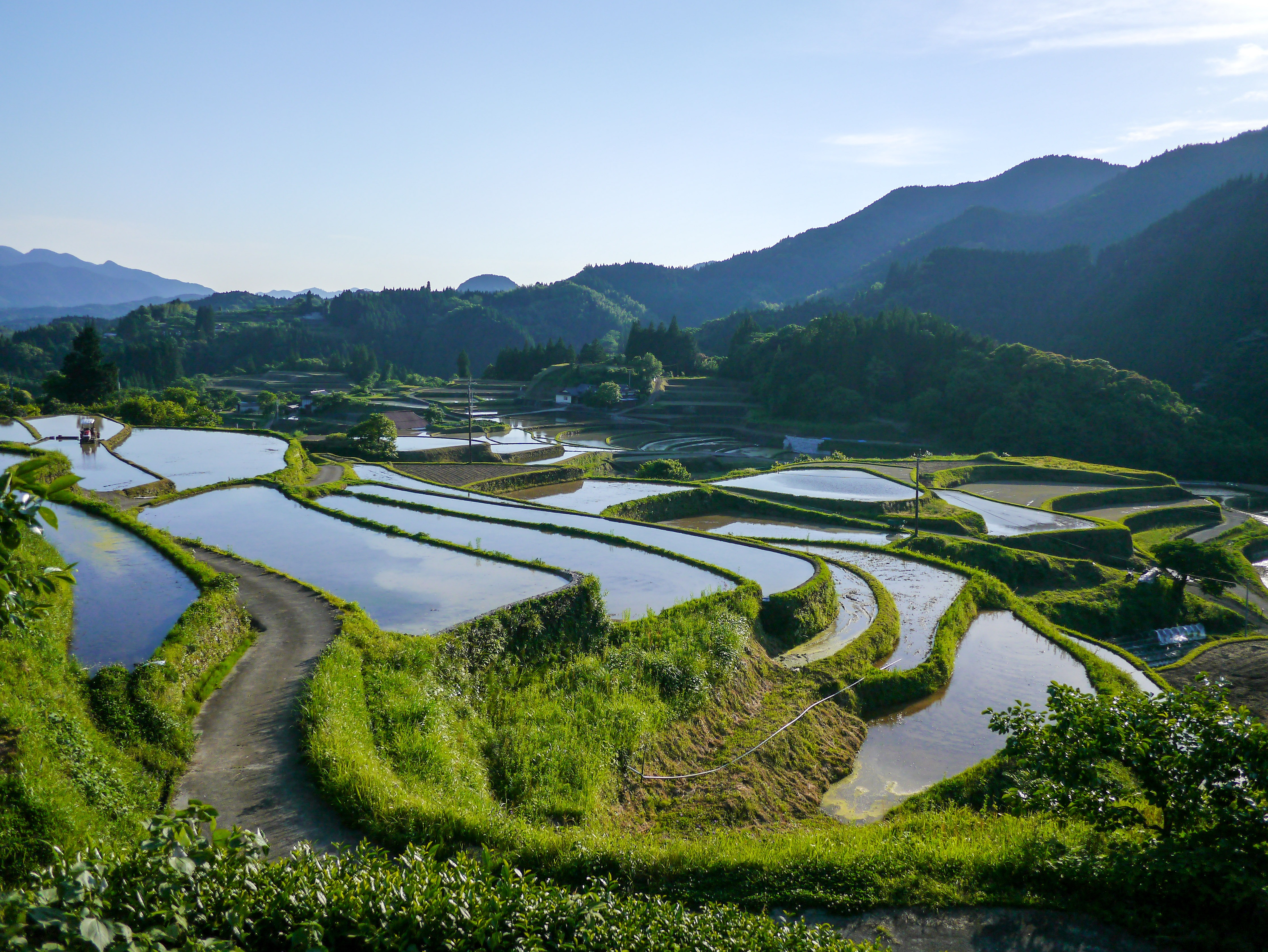
日本的水稻梯田

梯田是一种分层的丘陵种植区。梯田一般采用人工或者管道输送水措施分层保持水土，避免灌溉用水造成快速地面逕流。

## 歷史
中国在公元前2世纪前后便有梯田的雏形。《诗经·小雅》记载：“瞻彼阪田，有菀其特”（《正月》）“彪池北流，浸彼稻田”（《白华》），说明在古代西周时期已经开始形成梯田雏形。《氾胜之书》记载：“区田以粪气为美，非必须良田也。诸山陵近邑高危倾阪及丘城上，皆可区田。”作者氾胜之把区田方法应用于陕西黄土区的梯田上，可见汉代梯田的开垦范围进一步扩大，不仅可在山地而且在缓斜度的平原上也辟有梯田，梯田技术有了显著进步。

## 分佈
中国梯田主要分布在江南山岭地区，其中广西、云南居多，这是因为这些地方雨水比较多，又多山，梯田依山而建，其中以云南哀牢山和广西龙胜龙脊梯田较为出名。
- 哈尼梯田：云南多山，亦多梯田，哀牢山哈尼梯田为云南梯田的代表作，被誉为“中国最美的山岭雕刻”。
- 龙胜龙脊梯田景区：广西著名风景区，始建于元朝，距今已有近700年的历史，是壮族、瑶族勤劳智慧的结晶。
- 云和梯田。

## 世界三大梯田
- 哀牢山红河哈尼梯田
- 菲律宾巴纳韦梯田
- 瑞士拉沃梯田

## 图集

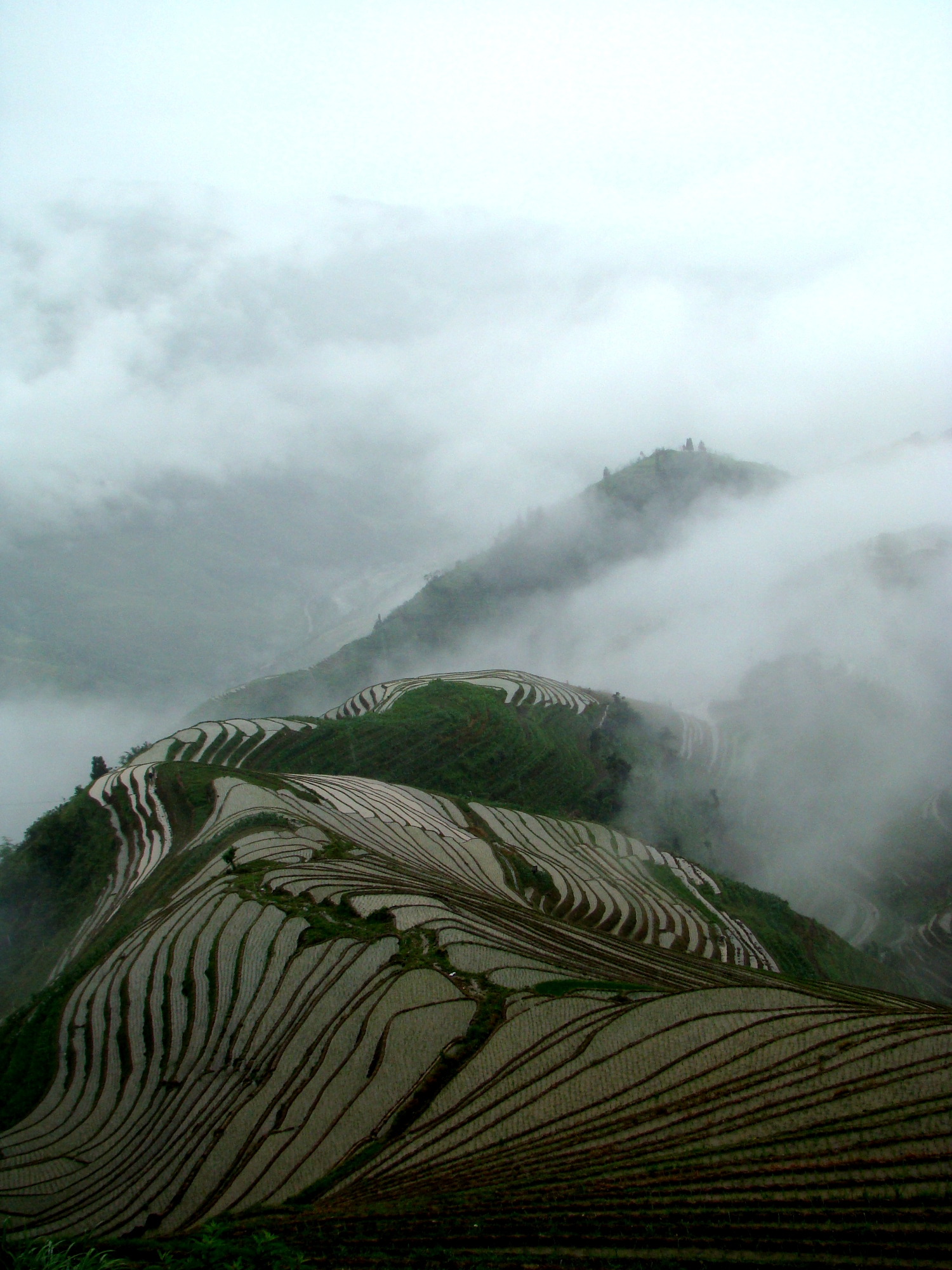
广西的龙脊梯田
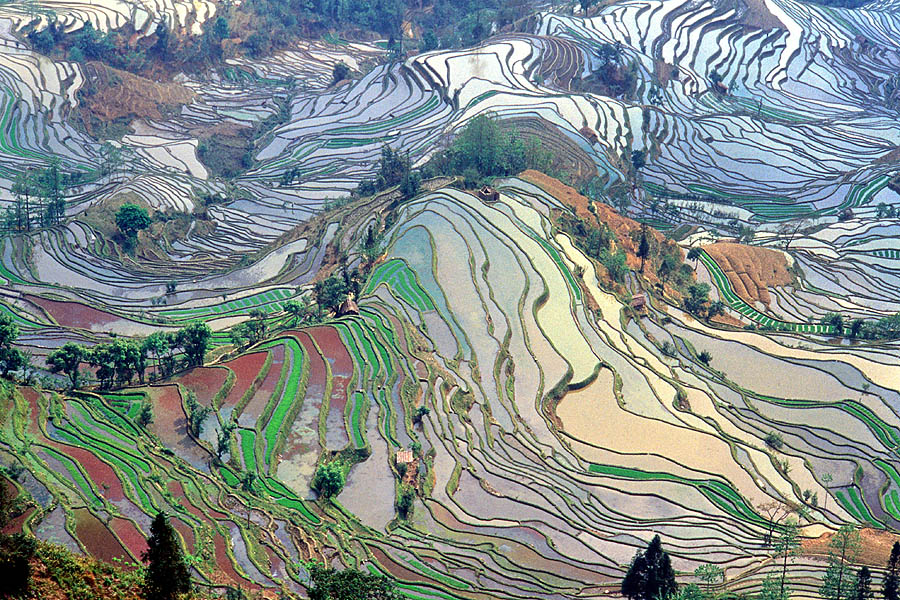
中国云南元阳的水稻梯田
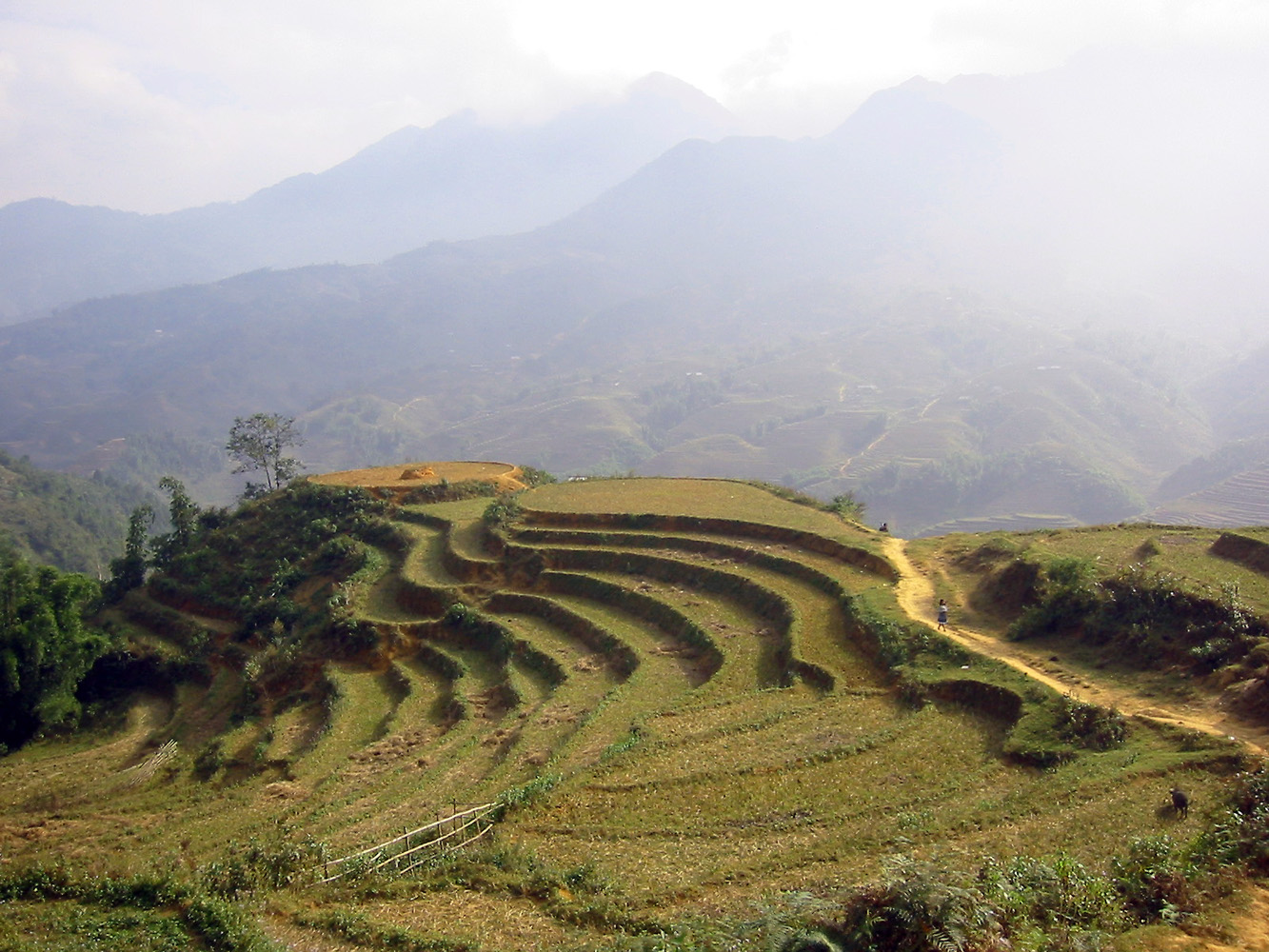
越南沙坝的梯田
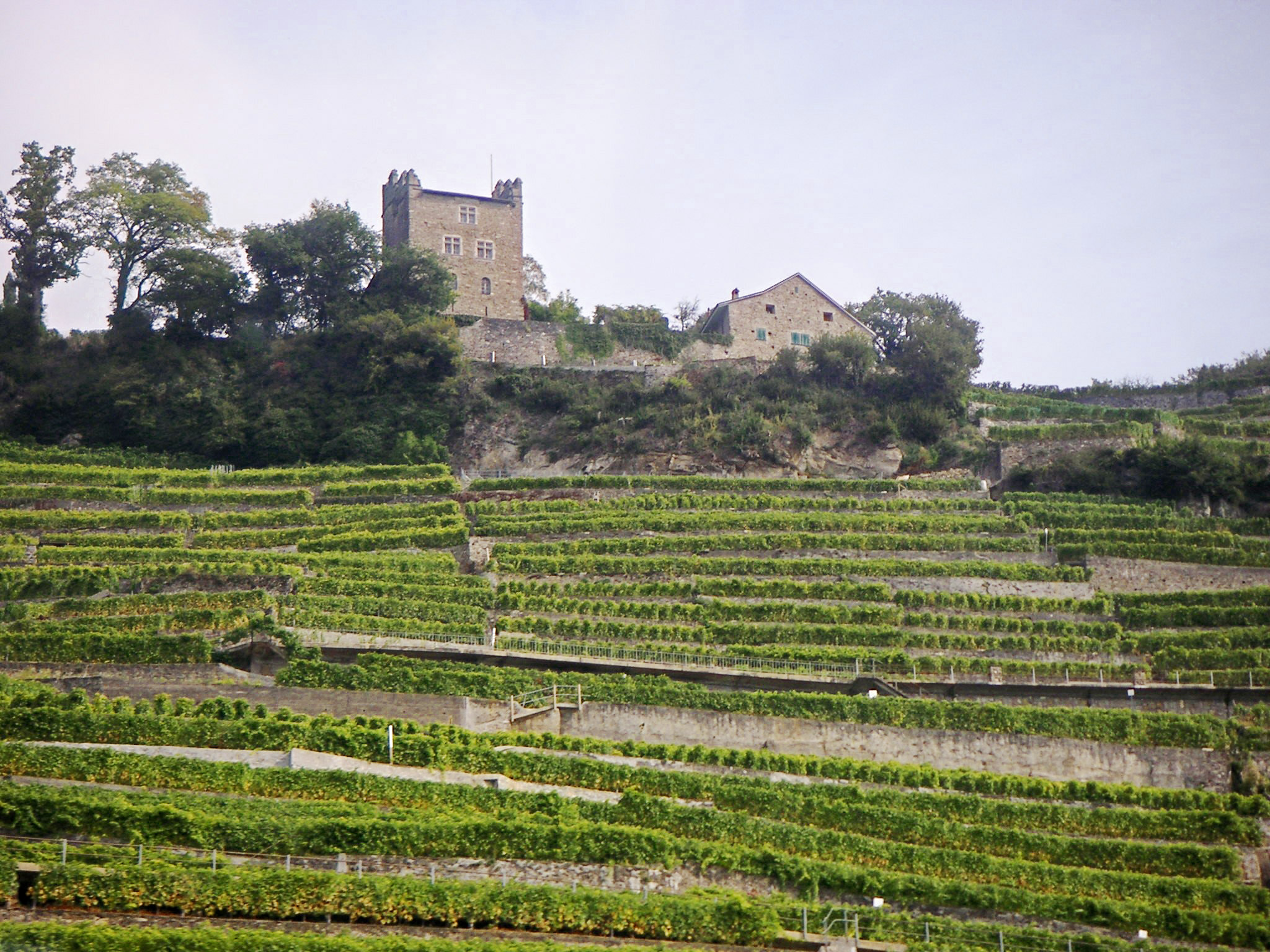
瑞士洛桑附近的葡萄梯田
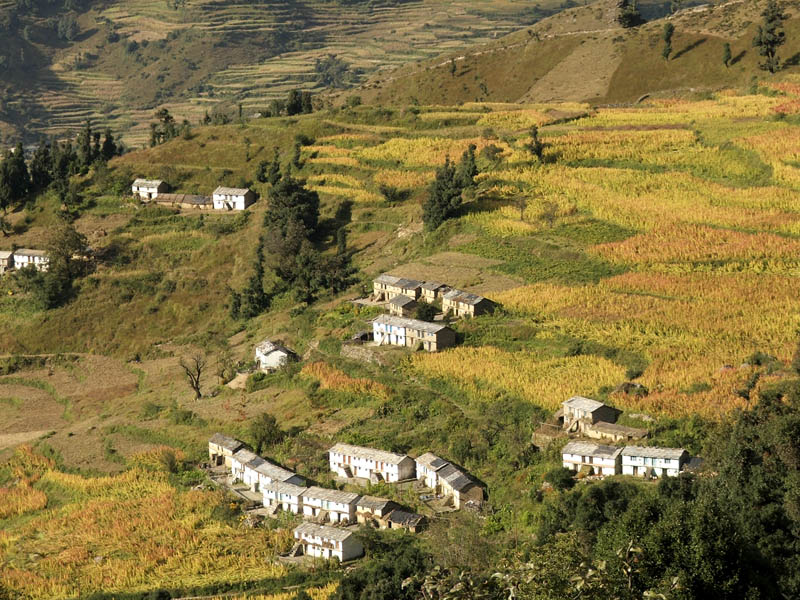
印度南德普拉耶格的梯田
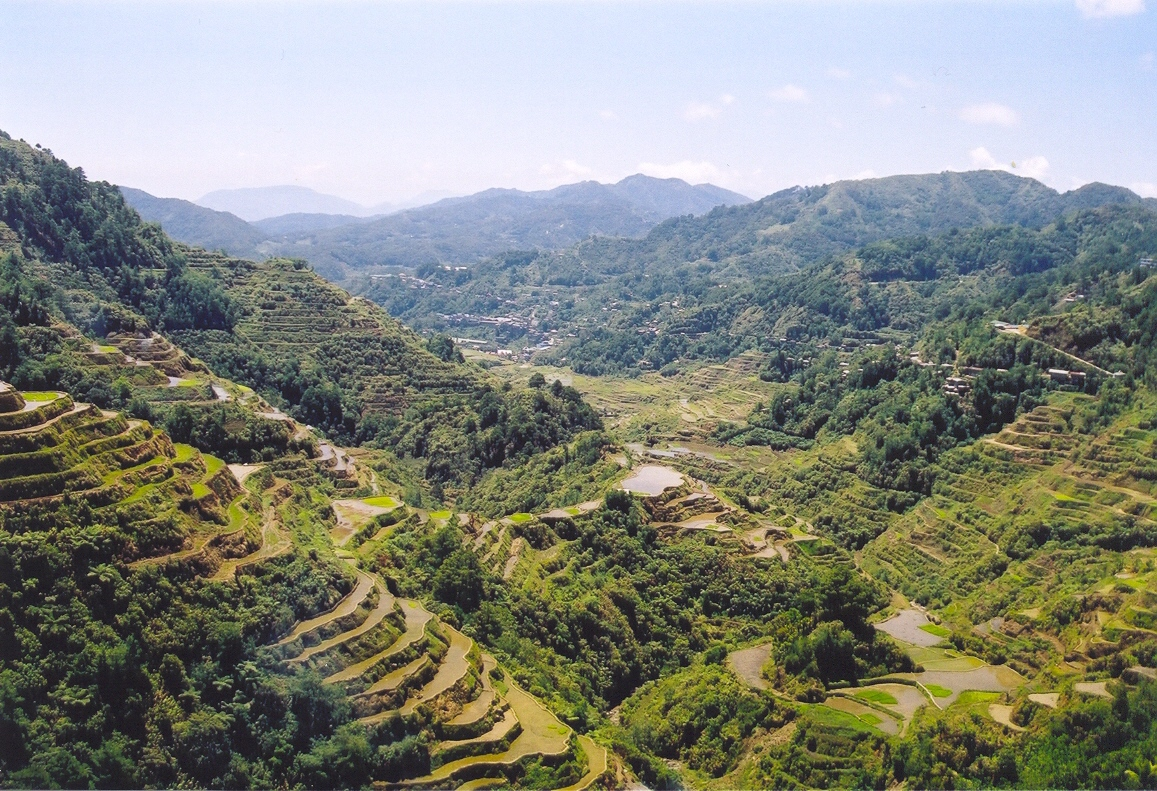
菲律宾吕宋岛上的稻梯田
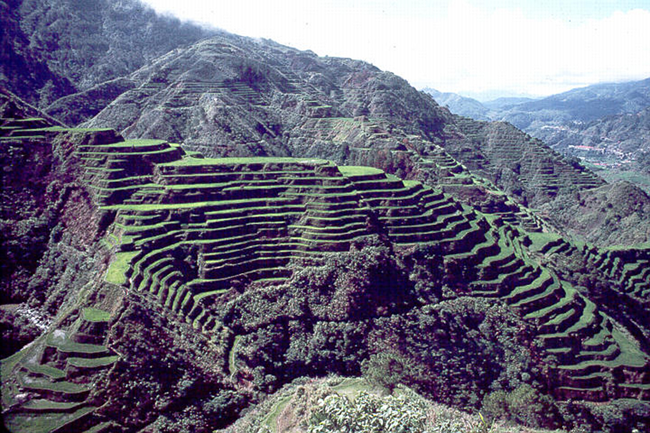
菲律賓科迪勒拉山水稻梯田
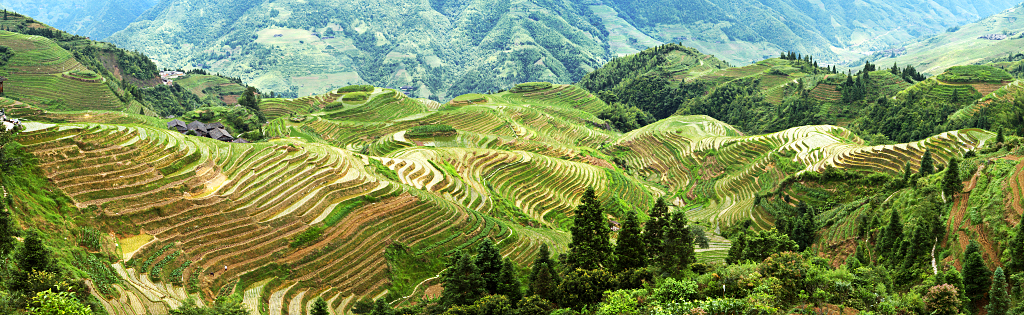
桂林一帶梯田